# Somoza
Pour les articles homonymes, voir Somoza (homonymie).
Cette page explique l’histoire ou répertorie les différents membres de la famille Somoza.
Les Somoza étaient une influente famille du Nicaragua, devenue dynastie politique. Cette influence s’exerça pendant quarante-trois ans sur la vie politique du pays. 
1936–1979

## Famille
Trois membres de cette dynastie furent présidents de la République :
- Anastasio Somoza García (1896-1956) de 1937 à 1947 et de 1950 à 1956. Gravement blessé lors d'un attentat contre sa personne, il meurt le 29 septembre 1956.
- Luis Somoza Debayle (1922-1967), son fils aîné, président de 1956 à 1963, et
- Anastasio Somoza Debayle (1925-1980), son second fils, président de 1967 à 1972 et de 1974 à 1979.

La révolution de 1979 dirigée par le Front sandiniste de libération nationale (FSLN) renversa la dynastie des Somoza. Une image frappante de cette victoire et fin de dynastie fut le déboulonnage et la chute de la statue d'Anastasio Somoza, sur la place publique de Managua.
Les autres figures marquantes de la dynastie furent : 
- Lillian Somoza Debayle, fille d'Anastasio Somoza García,
- Hope Portocarrero, épouse d'Anastasio Somoza Debayle,
- Anastasio Somoza Portocarrero, fils d'Anastasio Somoza Debayle.

Les contras (contre-révolutionnaires) soutenus financièrement par les États-Unis tentèrent de reprendre le pouvoir alors aux mains du FSLN de Daniel Ortega, afin d'empêcher le pays de bifurquer vers le communisme, comme l'avait fait Cuba. Pendant plusieurs années, la quasi-totalité du budget national passa dans l'armement. Une véritable guerre civile ravagea le pays jusqu'à la fin des années 1980.

## Avant la dictature
Le Nicaragua fut un pays longuement convoité par les Européens à cause de son emplacement stratégique. Dans les années 1830, après l’échec des Britanniques avec leur projet de canal du Nicaragua reliant l’océan Pacifique à l’océan Atlantique, le Nicaragua fut laissé entre les mains des autochtones.
À la suite de cela, ce fut le tour des Américains de piller ce pays en donnant de mauvaises conditions aux autochtones. Avec tous ces conflits internes du pays, l’américain William Walker arriva avec une armée de mercenaires et s’autoproclama président du Nicaragua en 1855. Lorsqu’il fut chassé du pays, les États-Unis intervenaient de plus en plus dans la politique du pays. Le Nicaragua tomba en 1912 sous le contrôle complet, de manière militaire, des États-Unis jusqu’en 1932. Avec le soulèvement de la population guidé par Augusto César Sandino, les États-Unis envoyèrent la Garde Nationale. Sandino fut assassiné par ordre d’Anastasio Somoza Garcia, chef de la Garde nationale, et ce dernier s’élit président et mit en place un régime autoritaire.

## Durant la dictature
En 1936, c’est le début d’une dictature qui dura près de 45 ans. Soutenu par les États-Unis, Anastasio Somoza García diminua la dépendance du Nicaragua notamment vis-à-vis de l’importation de produits agricoles en développant l’agriculture, ainsi que l’élevage et la production minière.  Il accumulait une énorme fortune personnelle en s’appropriant des vastes terres cultivables et plusieurs industries qui appartenaient, pour certains, à des opposants politiques qu’il a fait exiler. C’est en 1956 qu’il fut assassiné par un poète, Rigoberto López Pérez. 
Avec l’aide d’un ambassadeur américain, le fils d’Anastasio Somoza Garcia, Luis Somoza Debayle prit le pouvoir après ce dernier et fut président jusqu’en 1963. En 1961, les opposants créèrent le Front sandiniste de libération nationale (FSLN), qui s'inspirait de la révolution cubaine de 1959 d'Augusto César Sandino, avec pour but le renversement de la dictature Somoza.
En 1963, un ami de la famille Somoza prend le pourvoir. René Shick devient le nouveau président. Il assouplit le régime autoritaire, ce qu’Anastasio Somoza Debayle, frère de Luis Somoza et chef de la Garde nationale, désapprouve.  En 1967, c’est le décès de l’aîné Somoza, et le cadet, Anastasio, avec l’appui des Américains, accède au pouvoir. Le nouveau président détient tous les pouvoirs et une grande majorité des richesses du Nicaragua. Lors de son renversement en 79, la famille Somoza possédait à elle seule de près de 20 % de la superficie cultivable du pays. 
En 1972, un tremblement de terre ravage la capitale du pays. Somoza réussit à détourner les fonds de l’aide internationale pour son propre bénéfice. La population commence à manifester contre les actions du dictateur. Ce dernier se sert de la force pour répondre aux manifestants.  En 1974, trente-cinq dignitaires sont pris en otage par le FSLN. Pour obtenir la libération des otages, Somoza doit libérer quatorze prisonniers politiques, accorder la publication d’un communiqué anti-somoziste et verser plus d'un million de dollars.  Après plusieurs luttes et de nombreux morts, c’est finalement en 1979 que le FSLN renverse la dictature.  Par contre, Somoza s’exila avec les coffres de l’État avant d'être assassiné au Paraguay par des sandinistes.

## Après la dictature
Lorsque le FSLN mit un terme à la dictature, le Nicaragua était dans un piètre état.  Plus de 50 000 morts furent constatées.  Le reste de la population a toujours été gardée dans l’ignorance avec un taux d’analphabétisme de 50 %.  Finalement, la fuite de Somoza avec les coffres de l’État laissèrent le pays avec peu de ressources matérielles.

## Images
http://www.latinamericanstudies.org/somoza-garcia.htm